# 電子情報技術研究所
電子情報技術研究所（フランス語： Laboratoire d'électronique des technologies de l'information、略称：LETI）は、フランス共和国イゼール県グルノーブルに本部を置くマイクロエレクトロニクスとナノテクノロジーの応用研究を実施する世界有数の規模を持つ研究所である。

## 概要
フランスのCEA（フランス原子力・代替エネルギー庁）の付属機関であるLetiは、今日では国際的な科学研究拠点として認められている、フランスアルプスに囲まれた大学都市グルノーブルに1967年に設立された。電子情報技術研究所は毎年250件に上る特許を登録し、特許により保護された1700件以上の発明を管理している。
研究所の職員数は1200名で、その他に220名以上の博士課程学生に研修を行っており、パートナー企業や研究所から200名の出向者を受け入れている。電子情報技術研究所には、200mmと300mmのウエハー規格に基づく11,000㎡のクリーンルーム、ラボなどを含むマイクロ、ナノテクノロジー研究用の大規模な設備が備わっている。これらの設備は第一級のナノスケールの測定評価、化学的、生物学的、光学的、デザイン上及び上流研究の可能性を提供するものである。

## 任務
電子情報技術研究所の任務は、イノベーションを創造し、世界中の人々の生活の質を向上する技術及び製品を生むために、それを産業界に移転することである。その目的のために電子情報技術研究所は、基礎研究と製造との間にある溝を埋めるために企業を支援し、新しい企業の創設を支援し、パートナー企業には競争力を高めるために知的所有権の保護を図る。あらゆるプロジェクトを通じて、Letiは有用性と製品化可能性に着目して研究を行っている。

## 歴史
- 1967年：当初はCEAのエレクトロニクス分野の需要を満たすために設立されたLetiは、産業界の民間企業とのパートナーシップを促進するために再編成された。
- 1972年：後にSTマイクロエレクトロニクス社となる、スピンオフEFCIS社設立。
- 1980年代：新施設及びクリーンルームなどをつくり、赤外線技術並びに磁気測定分野の研究で知名度を上げる。同時に、加速度センサーや重量センサーを含むMEMSの開発を始める。又、Letiはシリコン加速度センサーの特許を取得する。
- 1991年：フランス国立電気通信研究センター（CNET）と協力して、グルノーブル・サブミクロン・シリコン・イニシアティブ（GRESSI）を設立。
- 1992年：シリコン・オン・インシュレーター及びその他の半導体基板技術の商業化のためにスピンアウトSoitec社が創設される。
- 1997年：カスタマー・スペシフィックMEMS製造技術の商業化のためにスピンアウトTronics Microsystems社が創設される。
- 2002年：初めて200mmウエハーでの200mmシリコン・ジャイロメーターに成功。
- 2003年：Siアクセレロメータ・プロセスを移転
- 2006年：地元及び中央政府並びにグルノーブル技術研究所（INPG）との協力により、マイクロ・ナノテクノロジー分野の公共機関と産業界とのパートナーシップを支援するための研究開発カンパス、MINATECをグルノーブルに設立。
- 2008年：Caltechと提携（NanoVLSI）
- 2009年：IBM　More Moore CMOS提携
- 2011年：初の3D 300mm フルケーパビリティー3&Dライン

## 活動分野
- マイクロエレクトロニクスのためのマイクロ・ナノテクノロジー
- バイオ及び医療のためのマイクロ・ナノテクノロジー
- マイクロ・システムの開発及び統合
- 医療及びセキュリティーのための映像技術
- ワイヤレス、スマートデバイス
- 宇宙及び科学
- エネルギー、輸送、環境

電子情報技術研究所の技術は、宇宙工学、自動車、通信、医療、住宅、情報技術などを含む様々な産業分野で、パートナー企業にイノベーションと競争力を付与している。

## 協力関係
電子情報技術研究所の研究者は、新技術の開発及び商業化を加速するために、世界中の産業パートナーと密接な協力関係を築いている。又、Letiは以下のような多数の研究プログラムにも参加している。
- IBM半導体共同開発協力[1]
- VLSIナノシステム協力（カリフォルニア工科大学と）
- 財団法人マイクロマシンセンター（日本の経済産業省と）
- ノキア・リサーチセンター
- IMAGINE計画、マスクレス・リソグラフィー

主要テクノロジー分野でのヨーロッパの競争力を高め、新技術を開発するためにLetiは以下の様なヨーロッパレベルの計画にも参加している。
- ヘテロジニアス・テクノロジー協力（欧州の4つの研究所間の協力）
- CMOSフォトニクス・エレクトロニクス統合（HELIOS）
- CMOSフォトニクス相互接続層の実証のためのWADIMOS
- EARTH、モバイル・ブロードバンド・システムに於けるエネルギー効率

## スピンオフ
創立当初より、電子情報技術研究所は、新しい会社の設立を支援する野心的なスピンオフ・プログラムを通して、民間企業への技術移転を奨励してきた。その一環として、37の企業がLetiのスピンオフとして誕生し、2,500ポスト以上の雇用を生み出した。
その内で最も成功している企業の一つが1992年にLetiからスピンオフしたフランス、ベルナンに本社を置くシリコン・オン・インシュレーター及びその他の半導体基板技術の開発企業のSoitec Groupである。SoiteceはパリのEuronextに上場し、2009年度（2010年3月までの年度）には2億900万ユーロの売り上げを上げている。
- 他のスピンオフの例
  - EFCIS,semiconductors, 1977 (evolved through mergers to become ST Microelectronics)
  - Sofradir, Infrared detectors, 1986
  - Tronics Microsystems, MEMS technology, 1997
  - Movea, MEMS motion sensors, 2007
  - Fluoptics, fluorescence imaging for cancer treatment. 2008
  - MicroOLED, OLED microdisplays, 2007